# Sul América Esporte Clube
El Sul América Esporte Clube és un club de futbol brasiler de la ciutat de Manaus a l'estat d'Amazones.

## Història
El club nasqué l'1 de maig de 1932. Es proclamà campió del Campionat amazonense els anys 1992 i 1993. Sul América competí a la Copa do Brasil el 1993, essent eliminat a la primera ronda pel Rio Branco.

## Palmarès
- Campionat amazonense:
  - 1992, 1993

## Estadi
Sul América Esporte Clube juga els seus partits a l'Estadi Roberto Simonsen, normalment anomenat SESI. Té una capacitat per a 5.000 espectadors.
Fins a juliol de 2010, el club jugava els seus partits a Vivaldão. Vivaldão tenia una capacitat de 31.000 persones.